# Herny
Herny és un municipi francès, situat al departament del Mosel·la i a la regió del Gran Est. L'any 2007 tenia 461 habitants.

## Demografia

### Població
El 2007 la població de fet de Herny era de 461 persones. Hi havia 176 famílies, de les quals 40 eren unipersonals (32 homes vivint sols i 8 dones vivint soles), 48 parelles sense fills, 72 parelles amb fills i 16 famílies monoparentals amb fills.
La població ha evolucionat segons el següent gràfic:
Habitants censats

### Habitatges
El 2007 hi havia 196 habitatges, 176 eren l'habitatge principal de la família, 3 eren segones residències i 17 estaven desocupats. 184 eren cases i 12 eren apartaments. Dels 176 habitatges principals, 154 estaven ocupats pels seus propietaris, 18 estaven llogats i ocupats pels llogaters i 4 estaven cedits a títol gratuït; 1 tenia una cambra, 7 en tenien dues, 13 en tenien tres, 32 en tenien quatre i 123 en tenien cinc o més. 149 habitatges disposaven pel capbaix d'una plaça de pàrquing. A 65 habitatges hi havia un automòbil i a 88 n'hi havia dos o més.

### Piràmide de població
La piràmide de població per edats i sexe el 2009 era:
| Homes | Edats   | Dones |
| ----- | ------- | ----- |
| 0     | 95 o +  | 0     |
| 0     | 90 a 94 | 4     |
| 4     | 85 a 89 | 12    |
| 0     | 80 a 84 | 0     |
| 0     | 75 a 79 | 8     |
| 12    | 70 a 74 | 12    |
| 8     | 65 a 69 | 8     |
| 16    | 60 a 64 | 4     |
| 16    | 55 a 59 | 16    |
| 24    | 50 a 54 | 20    |
| 12    | 45 a 49 | 12    |
| 20    | 40 a 44 | 24    |
| 4     | 35 a 39 | 12    |
| 24    | 30 a 34 | 16    |
| 8     | 25 a 29 | 4     |
| 4     | 20 a 24 | 4     |
| 24    | 15 a 19 | 12    |
| 4     | 10 a 14 | 12    |
| 12    | 5 a 9   | 4     |
| 12    | 0 a 4   | 0     |

## Economia
El 2007 la població en edat de treballar era de 297 persones, 213 eren actives i 84 eren inactives. De les 213 persones actives 203 estaven ocupades (113 homes i 90 dones) i 10 estaven aturades (3 homes i 7 dones). De les 84 persones inactives 27 estaven jubilades, 22 estaven estudiant i 35 estaven classificades com a «altres inactius».

### Ingressos
El 2009 a Herny hi havia 179 unitats fiscals que integraven 470 persones, la mediana anual d'ingressos fiscals per persona era de 17.190 €.

### Activitats econòmiques
Dels 12 establiments que hi havia el 2007, 1 era d'una empresa de fabricació d'altres productes industrials, 4 d'empreses de construcció, 4 d'empreses de comerç i reparació d'automòbils, 1 d'una empresa d'hostatgeria i restauració, 1 d'una entitat de l'administració pública i 1 d'una empresa classificada com a «altres activitats de serveis».
Dels 6 establiments de servei als particulars que hi havia el 2009, 2 eren tallers de reparació d'automòbils i de material agrícola, 1 paleta, 1 guixaire pintor, 1 lampisteria i 1 electricista.
L'any 2000 a Herny hi havia 8 explotacions agrícoles.

## Equipaments sanitaris i escolars
El 2009 hi havia 1 escola maternal integrada dins d'un grup escolar amb les comunes properes formant una escola dispersa i 1 escola elemental integrada dins d'un grup escolar amb les comunes properes formant una escola dispersa.

## Poblacions més properes
El següent diagrama mostra les poblacions més properes.